# Заброди (Луцький район)
Забро́ди — село в Україні, у Луцькому районі Волинської області. Входить до складу Ківерцівської міської громади. Населення становить 86 осіб.

## Населення
За переписом населення України 2001 року в селі мешкало 85 осіб.

### Мова
Розподіл населення за рідною мовою за даними перепису 2001 року:
| Мова       | Відсоток |
| ---------- | -------- |
| українська | 97,67 %  |
| польська   | 1,16 %   |
| російська  | 1,16 %   |

## Історія
До 8 серпня 2018 року село входило до складу Сокиричівської сільської ради Ківерцівського району Волинської області.
19 липня 2020 року, в результаті адміністративно-територіальної реформи та ліквідації Ківерцівського району, село увійшло до складу Луцького району.